# Соловейко рудоголовий
Солове́йко рудоголовий (Larvivora ruficeps) — вид горобцеподібних птахів родини мухоловкових (Muscicapidae). Мешкає в горах Китаю.

## Опис
Довжина птаха становить 15 см. Довжина крила становить 79—81 мм, хвоста 52—56 мм, цівки 27 мм, дзьоба 16—17,5 мм. У самців тім'я і потилиця коричнювато-оранжеві, верхня частина тіла і крила чорнувато-сірі. Верхні покривні пера крил чорнуваті, центральні стернові пера іржасто-коричневі з чорними кінчиками, решта стернових пер чорнуваті. Обличчя чорне, горло біле, окаймлене широкою чорною смугою. середина живота і гузка білі. Нижні покривні пера крил попелясто-сірі з білими кінчиками і краями. Райдужки червонувато-карі, дзьоб чорнуватий, лапи червонувато-коричневі.
У самиць верхня частина тіла і хвіст оливково-коричневі, голова і верхні покривні пера хвоста іржасто-руді, махові пера темно-коричневі з оливково-коричневими зовнішніми краями. Горло кремове, решта нижньої частини тіла біла, пера на горлі і грудях мають сірі краї, боки оливково-коричневі.

## Поширення і екологія
Рудоголові соловейки гніздяться в горах Циньлін на півночі центрального Сичуаня і на півдні Шеньсі, зокрема в заповіднику Цзючжайгоу. Взимку вони мігрують на південь, однак місце їх зимівлі невідоме, можливо в Індонезії або на Малайському півострові. Рудоголові соловейки живуть у мішаних лісах і чагарникових заростях у вузьких гірських долинах, на висоті від 2400 до 2800 м над рівнем моря. Живляться комахами, павуками та іншими безхребетними.

## Збереження
МСОП класифікує цей вид як такий, що перебуває під загрозою зникнення. За оцінками дослідників, популяція рудоголових соловейків становить від 1500 до 3800 птахів. Це рідкісні, малодосліджені птахи, яким загрожує знищення природного середовища.